# Sylvain Marchal
Sylvain Marchal (ur. 10 lutego 1980 w Langres) – francuski piłkarz występujący na pozycji obrońcy.

## Kariera klubowa
Marchal profesjonalną karierę rozpoczynał w pierwszoligowym FC Metz. Do tego klubu trafił w 1996 roku, ale początkowo grał tam w rezerwach. Do pierwszej drużyny został przesunięty w 1998 roku. Ligowy debiut w barwach tego zespołu zaliczył 10 marca 1999 w bezbramkowo zremisowanym pojedynku z AS Monaco. W sumie w sezonie 1998/1999 wystąpił w trzech meczach. Z klubem dotarł także do finału Pucharu Ligi Francuskiej, gdzie uległ z nim 0-1 RC Lens. W tym samym roku dotarł z Metz do finału Pucharu Intertoto. Pierwszego gola w ligowej karierze strzelił 13 kwietnia 2002 w meczu ze Stade Rennais wygranym przez Metz 3-1. W 2002 roku klub Marchala zajął siedemnaste miejsce w lidze i spadł z nim do Ligue 2. W 2003 roku powrócił z klubem do ekstraklasy. W 2004 roku został wypożyczony do drugoligowego LB Châteauroux. Pierwszy występ w Ligue 2 jako gracz Châteauroux zanotował 3 września 2004 w zremisowanym 2-2 meczu z Amiens SC. Wystąpił tam w jednym meczu Pucharu UEFA z belgijskim Club Brugge. W ciągu całego sezonu zagrał dla Châteauroux 27 razy. Po zakończeniu rozgrywek ligowych włodarze ekipy ze Stade Gaston Petit nie postanowili go jednak wykupić. Marchal powrócił do Metz, ale po rozegraniu dwóch ligowych pojedynków, odszedł z klubu. Łącznie w barwach Metz zagrał 89 razy i strzelił 2 gole.
Latem 2005 został zawodnikiem drugoligowego FC Lorient. W lidze zadebiutował tam 9 września 2005 roku w wygranym 3-0 spotkaniu z Clermont Foot. Na koniec pierwszego sezonu w barwach tego klubu, zajął z nim pierwsze miejsce w lidze i awansował do ekstraklasy. W sezonie 2008/2009 Marchal nadal uczestniczy z klubem w rozgrywkach Ligue 1.
Po sezonie 2009/2010, 17 czerwca 2010 odszedł do AS Saint-Étienne.
27 lipca 2012 roku podpisał 2–letni kontrakt z pierwszoligowym SC Bastia. Jednak w 2013 roku Marchal został zawodnikiem swojego pierwszego klubu – FC Metz.
| Sezon   | Klub             | Kraj    | Rozgrywki | Mecze | Bramki | Rozgrywki Europy | Mecze | Bramki |
| ------- | ---------------- | ------- | --------- | ----- | ------ | ---------------- | ----- | ------ |
| 1998/99 | FC Metz          | Francja | Ligue 1   | 3     | 0      | –                | –     | –      |
| 1999/00 | FC Metz          | Francja | Ligue 1   | 6     | 0      | Liga Europy UEFA | 4     | 0      |
| 2000/01 | FC Metz          | Francja | Ligue 1   | 8     | 0      | –                | –     | –      |
| 2001/02 | FC Metz          | Francja | Ligue 1   | 19    | 1      | –                | –     | –      |
| 2002/03 | FC Metz          | Francja | Ligue 2   | 27    | 1      | –                | –     | –      |
| 2003/04 | FC Metz          | Francja | Ligue 1   | 24    | 0      | –                | –     | –      |
| 2004/05 | LB Châteauroux   | Francja | Ligue 2   | 27    | 0      | –                | –     | –      |
| 2005/06 | FC Metz          | Francja | Ligue 1   | 2     | 0      | –                | –     | –      |
| 2005/06 | FC Lorient       | Francja | Ligue 2   | 25    | 3      | –                | –     | –      |
| 2006/07 | FC Lorient       | Francja | Ligue 1   | 35    | 1      | –                | –     | –      |
| 2007/08 | FC Lorient       | Francja | Ligue 1   | 28    | 1      | –                | –     | –      |
| 2008/09 | FC Lorient       | Francja | Ligue 1   | 27    | 0      | –                | –     | –      |
| 2009/10 | FC Lorient       | Francja | Ligue 1   | 31    | 1      | –                | –     | –      |
| 2010/11 | AS Saint-Étienne | Francja | Ligue 1   | 19    | 0      | –                | –     | –      |
| 2011/12 | AS Saint-Étienne | Francja | Ligue 1   | 29    | 2      | –                | –     | –      |
| 2012/13 | SC Bastia        | Francja | Ligue 1   | 30    | 1      | –                | –     | –      |
| 2013/14 | FC Metz          | Francja | Ligue 2   | 25    | 0      | –                | –     | –      |
| 2014/15 | FC Metz          | Francja | Ligue 1   | 17    | 0      | –                | –     | –      |